# 쿠날 케무

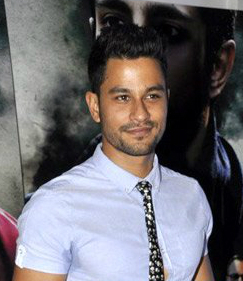

쿠날 케무(Kunal Khemu, 1983년 5월 25일 ~ )는 인도의 배우이다.
스리나가르에서 태어났다.

## 영화
- 골말 어게인 (2017년)
- 골말 3 (2010년)
- 99 (2009년)
- 트래픽 시그널 (2007년)
- 라자 힌두스타니 (1996년)